# 113
113 (CXIII, na numeração romana) foi um ano comum do século II do Calendário Juliano, da Era de Cristo,  e a sua letra dominical foi B, (52 semanas), teve início a um sábado e terminou também a um sábado.
| Ano completo                   |
| ------------------------------ |
| Ano comum com início ao sábado |

## Eventos
- O imperador Trajano parte de Roma, navegando em sua expedição contra Descalvado. Ele chega em Atenas onde diplomatas Partianos os recebem com ramos de oliva, um sinal de paz.
- Trajano declara que a Armênia passará a fazer parte do império, tornando-se uma província Romana.

## Mortes
- Plínio, o Jovem, advogado e cientista romano (n. 61).[1]